# Sphenoptera acerba
Sphenoptera acerba es una especie de escarabajo del género Sphenoptera, familia Buprestidae. Fue descrita científicamente por Théry en 1929.

## Distribución
Habita en la región paleártica.